# Lapithen

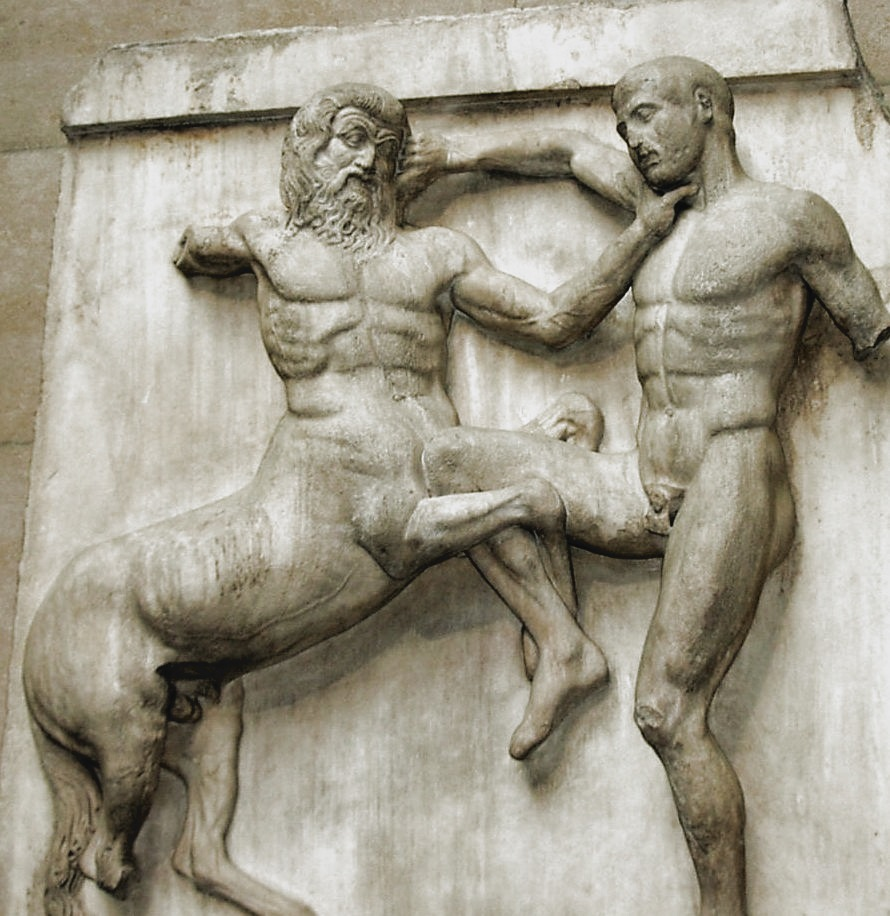
Centaur vechtend met een Lapith, metoop van het Parthenon (British Museum).

De Lapithen (Oudgrieks Λαπίθαι,  Lapíthai) waren, in de Griekse mythologie, een strijdlustig bergvolk in Thessalië, dat woonde in de buurt van de berg Ossa en de rivier Pinios. De oudste sagen vermelden hen als verpersoonlijking van de stormen, of als stormdemonen, terwijl andere bronnen hen eerder zien als de historisch autochtone bewoners van Thessalië, van wie later de Thessalische adellijke families beweerden af te stammen.
Volgens de gangbare overlevering stamden de Lapithen af van Lapithes, een zoon van Apollon, en de woeste Centauren waren hun naaste buren. Lapithen en Centauren kregen het regelmatig met elkaar aan de stok, want zij betwistten elkaars grondgebied, totdat een vredesverdrag de burenruzie uiteindelijk kon beslechten.
De vijandelijkheden laaiden echter in alle hevigheid weer op, toen de Lapithen de bruiloft van hun koning Pirithoüs gingen vieren. Voor de gelegenheid werden ook de Centauren uitgenodigd, maar door de wijn raakten dezen oververhit: ze werden handtastelijk, vergrepen zich aan de Lapithenvrouwen en wilden zelfs Pirithoüs’ bruid ontvoeren. De strijd die hierdoor ontstond eindigde in de totale vernietiging van de Centauren, dankzij de tussenkomst van Apollon, die het opnam voor zijn verwanten. Ook de Atheense koning Theseus streed aan de zijde van zijn boezemvriend Pirithoüs.
In de beeldende kunst van de oude Grieken werden de Lapithen voorgesteld als edele wezens, groot van gestalte. De Centauromachie, de mythische strijd tussen Lapithen en Centauren, is een onderwerp dat in de kunst van de klassieke oudheid veelvuldig voorkomt.